# Моана (Дисней)
Моана (англ. Moana) — главная героиня полнометражного мультфильма студии Дисней «Моана» (2016). Персонаж Моаны вдохновлён полинезийской мифологией, она смелая и решительная дочь полинезийского вождя, имеющая магическую связь с океаном. Когда болезнь поражает её остров, Моана отправляется на поиски мистического полубога Мауи, чтобы вместе с ним вернуть древнюю реликвию богине Те Фити и спасти свой народ.
Созданная знаменитыми диснеевскими режиссёрами — мультипликаторами Роном Клементсом и Джоном Маскером, она в оригинале была озвучена гавайской актрисой и певицей Аулии Кравальо, а в русском дубляже была озвучена белорусской певицей Зиной Куприянович.
В 2019 году Моана была официально включена в список «Диснеевских принцесс», став его двенадцатой участницей.

## Разработка

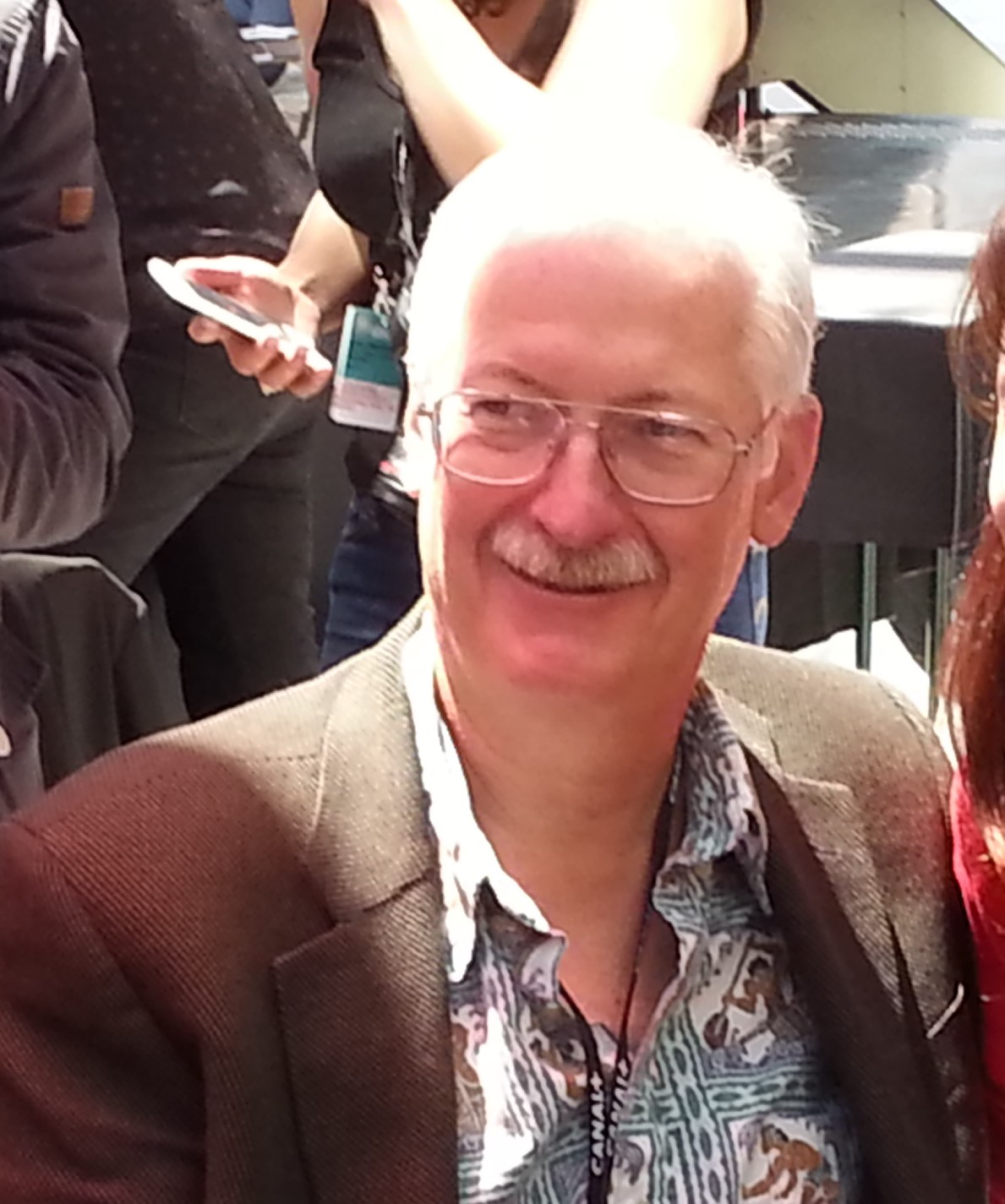
Джон Маскер — создатель Моаны

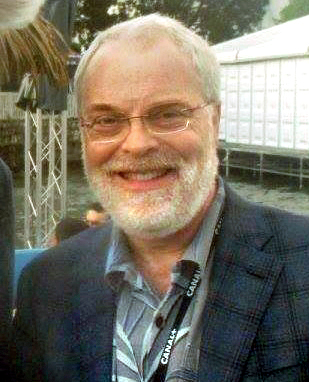
Рон Клементс — создать Моаны

### Замысел
После завершения работы над мультфильмом Принцесса и лягушка Джон Маскер и Рон Клементс, решили начать работу над адаптацией истории о Море Терри Пратчетта, но проблемы с получением прав на экранизацию вынудили их отказаться от этого проекта. В 2011 году Маскер начал изучать полинезийскую мифологию о приключениях полубогу Мауи и решил, что богатая полинезийская культура может стать хорошей основной для нового мультфильма. Он обратился к Клементсу и вскоре они представили свою идею Джону Лассетеру, который посоветовал им отправиться в путешествие для дополнительного исследования данной темы.
В 2012 году Клементс и Маскер посетили Фиджи, Самоа и Таити. Встреча с жителями Полинезии позволила им больше узнать о культуре и мифологии данного региона. При этом было решено отказаться от первоначальной идеи, по которой именно Мауи должен был быть главным героем истории и сконцентрироваться на новой, в которой главной героиней должна быть дочь местного вождя.
Особенно режиссёров поразила история мореплавания полинезийцев. Несмотря на свой богатый опыт и древние традиции полинезийцы прекратили совершать дальние путешествия около трёх тысяч лет назад и вновь возобновили их лишь через тысячу лет. Причины подобного перерыва остаются неясными, но учёными выдвигаются версии, обосновывающие это изменениями климату в ту эпоху, породившими сдвиги океанических течений и ветрового режима.
Для своих путешествий жители Тихого океана разработали собственную систему навигации, которая отличалась от принятого в Европе ориентирования по четырём сторонам света. Гавайцы задолго до прибытия европейцев были осведомлены о своём положении в мире и наличии далёких земель и островов, в исследовании которых были заинтересованы.
Эти знания помогли Маскеру и Клеменсу проработать мир мультфильма, создать вымышленный остров Мотонуи и его жителей, впитавших много особенностей народов Фиджи, Самоа и Тонга. Было определено и время действия происходящих событий — около 2 тысяч лет назад.

### Сценарий
Первоначальный сценарий был написан Тайка Вайтити, однако в 2012 ему пришлось покинуть проект и вернутся в Новую Зеландию чтобы сфокусироваться на съёмках собственного фильма Реальные упыри и новорожденном ребёнке. В его варианте истории Моана была единственной дочерью вождя и имела 5 или 6 братьев. В данном варианте истории также важное место занимал гендерный вопрос.
Маскер и Клементс решили отказаться от этого варианта, а также от наличия братьев, чтобы история была сфокусирована на путешествии Моаны и поиске себя. В ранних вариантах сценария отец Моаны также был представлен как исследователь, мечтавший возобновить путешествия, однако позже это было изменено на ровно противоположное — он стал выступать против путешествий, чтобы не затмевать собственную дочь.
Также предлагалась история, где Моана отправлялась в путешествие, чтобы спасти собственного отца потерявшегося в море. Но в финальной версии это сохранилось лишь как небольшая часть его предыстории. Сценаристка Памела Рибон создала бабушку, которая выступала наставницей Моаны и связывала её с древними традициями.

### Поиск актрисы

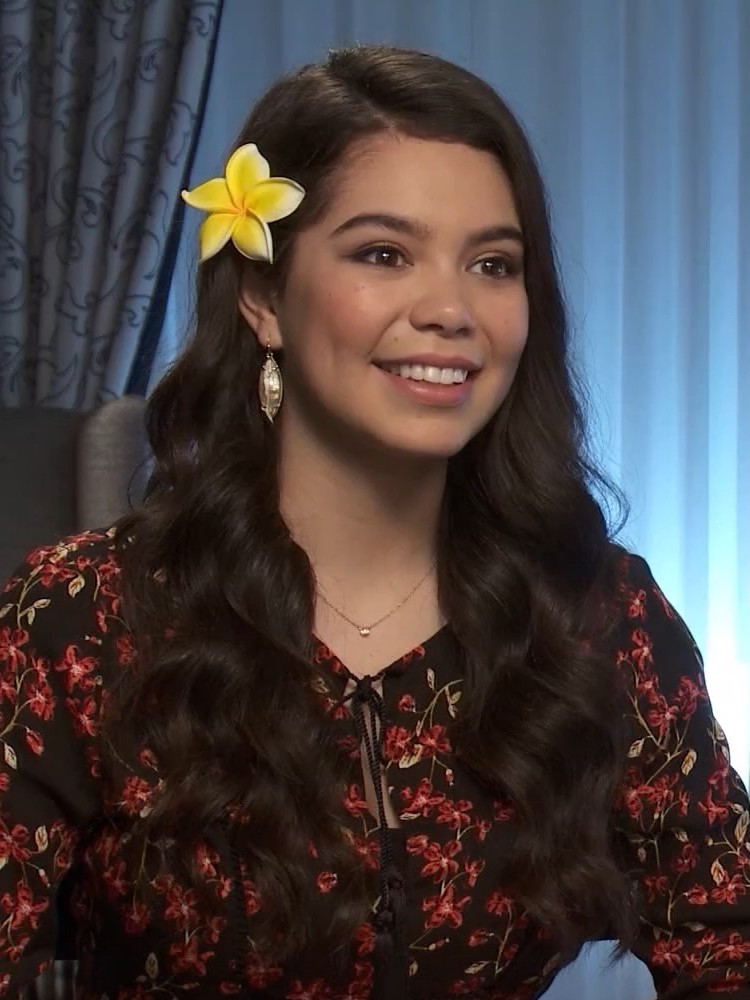
Аулии Кравальо озвучила Моану в английской и гавайской версии мультфильма

В конце 2014 года начался глобальный кастинг на роль Моаны. Аулии Кравальо, изначально не собиралась проходить прослушивание :
Сначала я не пробовалась на роль Моаны, потому что основные прослушивания проходили во время моего первого года обучения в старшей школе и я решила, что сосредоточусь на этом, к тому же уже было и так много отличных записей проб на YouTube.Однако, мы с друзьями решили  пройти прослушивание, ради участия в некоммерческом мероприятии. Мы выступили, смешав наши любимые песни а капелла с битбоксом  — и мы не прошли. Но женщина на этих прослушиваниях, Рэйчел Саттон, также была директором по кастингу для Disney, так что она посмотрела наше прослушивание и спросила, не хочу ли я попробовать себя в роли Моаны.
Во время прослушивания Кравальо спела 30 секунд своей любимой диснеевской песни «I See the Light» из Рапунцель: Запутанная история, а также гавайские песни. Девушка была сбита с толку на протяжении всего прослушивания, когда в процессе выбора, но чувствовала, что делала все возможное, и это сработало. В октябре 2015 года Аулии была официально выбрана голосом Моаны.
Продюсер мультфильма Оснат Шурер сказал: «Мы искали кого-то, кто мог бы воплотить характер, со всей силой и целеустремленностью, юмором, сердцем и состраданием. Когда мы встретили Аулии, она вдохнула жизнь Моану».